# 昭和一桁
昭和一桁（しょうわひとけた）は、昭和元年（1926年）12月25日から昭和9年（1934年）12月31日までの8年7日間を指す名称である。この間に生まれた人々を指して、「昭和一桁世代」といった世代区分がなされることもある（後節参照）。

## 時代
この時代は、政党内閣の成立と崩壊、昭和金融恐慌、世界恐慌などの経済的混乱が発生し、満洲事変が勃発して戦時体制に移行し始めた。
世界恐慌による就職難の時代であり、1932年の失業率は6.9%にまで上り、「大学は出たけれど」が流行語になった。中でも、高等小学校を出た大正一桁（1912年（大正元年） - 1920年（大正9年））生まれが、軒並み就職難に遭遇した。冷害の年が続いた為、農村では身売りが社会問題に発展した。
世界的には世界恐慌に伴うブロック経済の流れが進み、日本の関東軍は1928年（昭和3年）に張作霖爆殺事件を起こし、1932年（昭和7年）3月には満洲国を樹立した。当時の関東軍によるスローガンは、「満蒙は日本の生命線」であった。内閣総理大臣には若槻禮次郎・田中義一・濱口雄幸・若槻禮次郎（再任）・犬養毅・齋藤實・岡田啓介が就いた。前半は憲政会や立憲民政党の党首だが、1932年（昭和7年）の五・一五事件で犬養が暗殺されてからは政党政治は勢いを失い、現役軍人か軍出身者が就くようになった。

## 世代
この時代に生まれた人々は、「昭和一桁生まれ」「昭和一桁世代」と呼ばれている。世界恐慌の最中に生まれ、戦時体制に少年期を送った。世代区分では、大正世代と焼け跡世代に挟まれている。なお、この世代を学齢年度で定義する場合では1927年（昭和2年）4月2日 - 1935年（昭和10年）4月1日生まれとなる。

### 成長過程
「昭和一桁世代」には前期生まれ（1926年（昭和元年）末 - 1929年（昭和4年）生まれ）と後期生まれ（1930年（昭和5年） - 1934年（昭和9年）生まれ）という2つの層がある。1920年代後半に生まれた人々は、小学校卒業後の思春期に第二次世界大戦に遭遇した。対して1930年代前半に生まれた人々は、日中戦争の最中に小学校に入り、大戦の最中に小学校（大戦中の国民学校）を出たか、小学校在学中に終戦を迎えた。前期の人々の多くは、大戦末期に兵士として動員され、また軍需工場に徴用されるなどで、戦争に参加した。特別攻撃隊として出撃したり工場で空襲を受けたりして戦死した例も少なくない。後期の人々の多くは、地上戦が行われた沖縄、樺太、大陸などの少年兵を除いて戦地へ動員されていない。予科練にも間に合わなかったが、青年学校で軍事教練を受けて、学童疎開などを経験した。この場合、1920年代後半生まれは「真っ只中の戦中派」、1930年代前半生まれは「焼け跡闇市派」と呼ばれる場合もある。

### 青壮年期
第二次世界大戦が終わると、いずれの層も金の卵など若い労働力として戦後復興の担い手となった。昭和一桁生まれの子供は、主に昭和20年代から30年代中期生まれである。育児期は高度経済成長期であり、この時期に「三種の神器」と呼ばれた白黒テレビ・洗濯機・冷蔵庫を買いそろえた者も多い。また1960年代後半になると庶民の間でも自家用自動車を持つ者が増えていった。
「昭和ひとけた」という語が発生したのは、『昭和ひとけたの人間学』（1978年）における福田邦夫によれば、この世代が満36歳 - 満44歳を迎える1970年（昭和45年）前後であるとされ、野坂昭如（1930年生まれ）によれば、この世代が「花の中年」「違いのわかる年代」になった時代であるという。「花の中年」とは野坂、永六輔（1933年生まれ）、小沢昭一（1929年生まれ）による「花の中年トリオ」（1974年）、「違いのわかる年代」とは、1967年（昭和42年）に発売されたネスカフェゴールドブレンドのキャッチコピー「違いのわかる男のゴールドブレンド」に由来する表現である。小林桂樹（1923年 - 2010年）が「昭和元年生まれの社長」を演じた劇場用映画『昭和ひとけた社長対ふたけた社員』（東宝）が公開されたのは、1971年（昭和46年）5月22日であり、同作の主人公である「昭和ひとけた」の人物は、公開当時「満44歳」ということになる。

### 定年後
勤め人としては1980年代後半 - 1990年代に引退し、2000年代のうちに全員が後期高齢者となっているが、第二次世界大戦とその後に続く高度経済成長で完全に文化面や社会面での連続性が途切れてしまった時代にあっては、戦前の情報を持つ生き証人でもあり、地域おこしなどで伝統産業や伝統芸能を復活させようとする際には、貴重な証言者ともなっている。また、定年後は年金や退職金だけで悠々自適に暮らすことができた世代でもある一方で、零細企業や地方農村では、後継者不足もあって長く現役で働く昭和一桁世代が多く、2000年代 - 2010年代に至るまで農業や地場産業の担い手として活躍した。